# Atira-asteroid
Atira-asteroiderna eller Apohele-asteroiderna är en underkategori av Aten-asteroiderna. De har hela sin omloppsbana innanför jordens. Det betyder att asteroidens aphelium högst får vara 0,98 AU från solen.
Den amerikanska astronomen David Tholen föreslog namnet Apohele-asteroider för underkategorin redan innan någon sådan asteroid hade bekräftats. Namnet kommer från det hawaiiska ordet för omloppsbana som sannolikt valdes för sin likhet med ordet aphelium. Namnvalet blev kontroversiellt sedan de första asteroiderna i gruppen upptäckts eftersom kategorier normalt namnges efter den första upptäckta, likt 2062 Aten och Aten-asteroiderna. Underkategorin benämns därför numera huvudsakligen som Atira-asteroider.
Det är mycket svårt att upptäcka dessa asteroider eftersom de bara är synliga på jordens dagsida, oftast i riktning mot solen.

## Lista över kända och förmodade Apohele-asteroider
Uppgifter fram till december 2017
| Namn                | Perihelium (AU) | Halv storaxel (AU) | Aphelium (AU) | Excentricitet | Inklination (°) |
| ------------------- | --------------- | ------------------ | ------------- | ------------- | --------------- |
| 163693 Atira        | 0,502           | 0,741              | 0,980         | 0,322         | 25,6            |
| (164294) 2004 XZ130 | 0,337           | 0,618              | 0,898         | 0,454         | 3,0             |
| 1998 DK36           | 0,405           | 0,692              | 0,980         | 0,416         | 2,0             |
| (434326) 2004 JG6   | 0,298           | 0,635              | 0,973         | 0,531         | 18,9            |
| (413563) 2005 TG45  | 0,428           | 0,681              | 0,935         | 0,372         | 23,3            |
| 2006 KZ39           | 0,292           | 0,616              | 0,939         | 0,525         | 9,4             |
| 2006 WE4            | 0,641           | 0,785              | 0,928         | 0,183         | 24,8            |
| 2007 EB26           | 0,116           | 0,550              | 0,980         | 0,783         | 8,4             |
| (418265) 2008 EA32  | 0,428           | 0,616              | 0,804         | 0,305         | 28,3            |
| (481817) 2008 UL90  | 0,431           | 0,695              | 0,959         | 0,380         | 24,3            |
| 2010 XB11           | 0,288           | 0,618              | 0,948         | 0,534         | 24,8            |
| 2012 VE46           | 0,454           | 0,712              | 0,971         | 0,362         | 6,7             |
| 2013 TQ5            | 0,653           | 0,7737             | 0,89          | 0,1556        | 16,40           |
| 2014 FO47           | 0,548           | 0,7522             | 0,96          | 0,2711        | 19,20           |
| 2015 DR215          | 0,352           | 0,6664             | 0,98          | 0,4716        | 4,09            |
| 2015 ME131          | 0,645           | 0,8049             | 0,96          | 0,1989        | 28,88           |
| 2017 XA1            | 0,646           | 0,8095             | 0,97          | 0,2017        | 17,17           |
| 2017 YH             | 0,329           | 0,6348             | 0,94          | 0,4816        | 19,77           |